# جلسه‌ها (فیلم)
جلسه‌ها (انگلیسی: The Sessions) فیلمی در ژانر زندگی‌نامه‌ای است که در سال ۲۰۱۲ منتشر شد. مارک اوبراین نویسندهٔ آمریکایی که دچار فلج اطفال است و همیشه همراه خود دستگاه‌های مخصوصی دارد. او در یک خواستگاری جواب منفی میگرد و بعد از آن احساس می‌کند که دارد می‌میرد. او که تا به حال هیچ‌وقت رابطه جنسی و سکس را تجربه نکرده با مشورت گرفتن از یک کشیش
یک مددکار جنسی استخدام کرده که با او رابطه جنسی برقرار کند و باکرگی خود از بین ببرد. مددکار که شریل کوهن نام دارد به او این نکته رو می‌گوید که آنها فقط ۶ جلسه با یکدیگر وقت می‌گذرانند و قرار نیست ارتباط عاشقانه‌ای ایجاد شود. با این حال آنها نسبت به هم احساس پیدا می‌کنند که باعث حسادت همسر شریل هم می‌شود و …
هلن هانت موفق شد برای بازی در این فیلم نامزد دریافتِ جایزه اسکار بهترین بازیگر نقش مکمل زن شود.

## بازیگران
- جان هاکس
- هلن هانت
- ویلیام اچ میسی
- مون بلودگود
- آدام آرکین
- رئا پرلمان
- دبلیو ارل براون
- آنیکا مارکس